# Krasnîi Bor, Carelia
Krasnîi Bor (în rusă Красный бор) este o zonă împădurită, nu departe de Petrozavodsk, capitala Republicii Carelia, în nord-vestul Rusiei. După descoperirea în 1997 a unuia dintre „câmpurile morții” ale lui Stalin de la sfârșitul anilor 1930, zona a devenit cunoscută pe scară largă ca „Pădurea înroșită de sângele vărsat”, în special datorită eforturilor deputatului Ivan Ivanovici Ciuhin și istoricului Iuri Alexeievici Dmitriev.

## Identificarea victimelor
În 1997, un loc de ucidere în masă și de înhumare a victimelor execuțiilor NKVD din timpul Marii epurări a lui Stalin a fost identificat la Krasnîi Bor și apoi investigat amănunțit de istoricul Iuri Dmitriev, șeful filialei din Carelia a organizației pentru drepturile omului Memorial. Ca parte a hărțuirii guvernamentale a organizației Memorial, aceasta a fost catalogată încă de la început drept „agent străin”. În decembrie 2021, autoritățile au decis ca organizația Memorial să fie lichidată, iar centrul de documentare să fie închis definitiv. În anul 2022, organizația a primit premiul Nobel pentru pace.
Groapa comună acoperă o suprafață de aproximativ 350 pe 150 de metri. Potrivit rapoartelor de execuție din arhivele fostului KGB din Carelia, acolo au fost împușcate și îngropate 1.193 de persoane: 580 de finlandezi, 432 de carelieni, 136 de ruși și 45 de persoane de alte naționalități. Execuțiile au avut loc în perioada 9 august - 15 septembrie 1937 și 26 septembrie - 2 octombrie 1938. Victimele finlandeze au fost vizate de Operațiunea finlandeză a NKVD. Majoritatea celor executați erau persoane sub 40 de ani, de diferite profesii și religii. Cei mai mulți dintre ei au fost condamnați la moarte în temeiul art. 58 („activitate contrarevoluționară”) din Codul penal al RSFSR.
Într-un interviu acordat de Iuri Dmitriev în mai 2015, acesta a spus că, după o cercetare amănunțită a arhivelor, identitatea tuturor celor împușcați la Krasnîi Bor a fost stabilită cu un nivel ridicat de certitudine. Pentru comparație, doar jumătate dintre cei împușcați la Sandarmoh au fost identificați.

## Memorial
La 31 octombrie 1998, a fost inaugurat Cimitirul memorial „Krasnîi Bor”, un loc similar complexului mare și în creștere de la Sandarmoh. O „Zi a Comemorării” este marcată în fiecare an la Krasnîi Bor pe 30 octombrie, „Ziua deținuților politici din URSS”. Cimitirul memorial are statutul de sit de patrimoniu cultural, prin ordinul Ministerului Culturii al Republicii Carelia nr. 273 din 25 noiembrie 2004. Suprafața cimitirului este de 2,9 hectare.
Iuri Dmitriev a fost arestat în decembrie 2016 și acuzat de pornografie infantilă și deținere ilegală de arme, fiind condamnat în 2021 la 15 ani de detenție într-o colonie penală. Centrul pentru Drepturile Omului Memorial l-a declarat pe Iuri Dmitriev ca deținut politic în 2017. Potrivit organizației, persecuțiile împotriva lui Dmitriev sunt motivate politic, având ca scop oprirea activităților sale privind imortalizarea victimelor terorii staliniste.
La 12 octombrie 2017, trei scriitoare moscovite, Ludmila Ulițkaia, Olga Drobot și Marina Vișnevețkaia, au vizitat Krasnîi Bor, după ce s-au alăturat altor susținători ai lui Iuri Dmitriev în acea dimineață pe coridorul tribunalului din Petrozavodsk, unde procesul acestuia a continuat în ședință închisă. În absența lui Iuri Dmitriev, aflat atunci la Centrul de detenție nr. 1 din Petrozavodsk, Ziua anuală a Comemorării a luat o altă formă în 2017: o parte oficială, cu dansuri și cântece patriotice și un protest „neoficial” în timpul căruia Katerina, fiica lui Dmitriev, și alții au citit cu voce tare numele sutelor de victime din listele întocmite de tatăl ei.

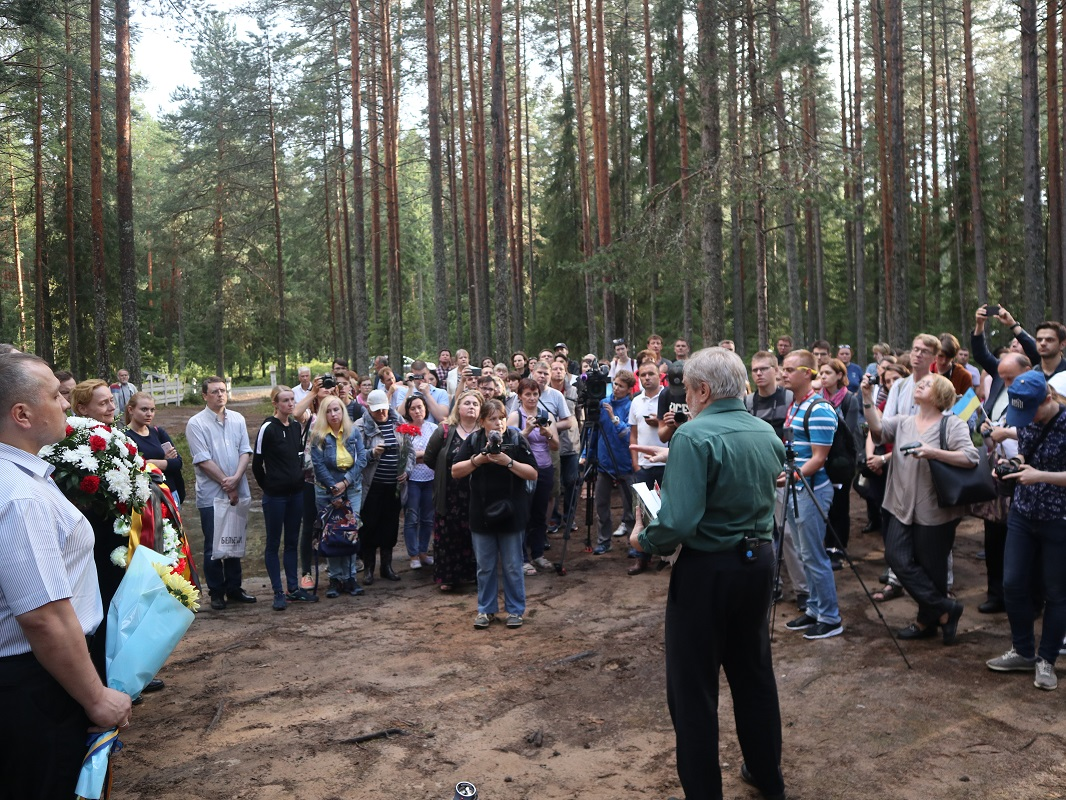
Krasnîi Bor, 2018
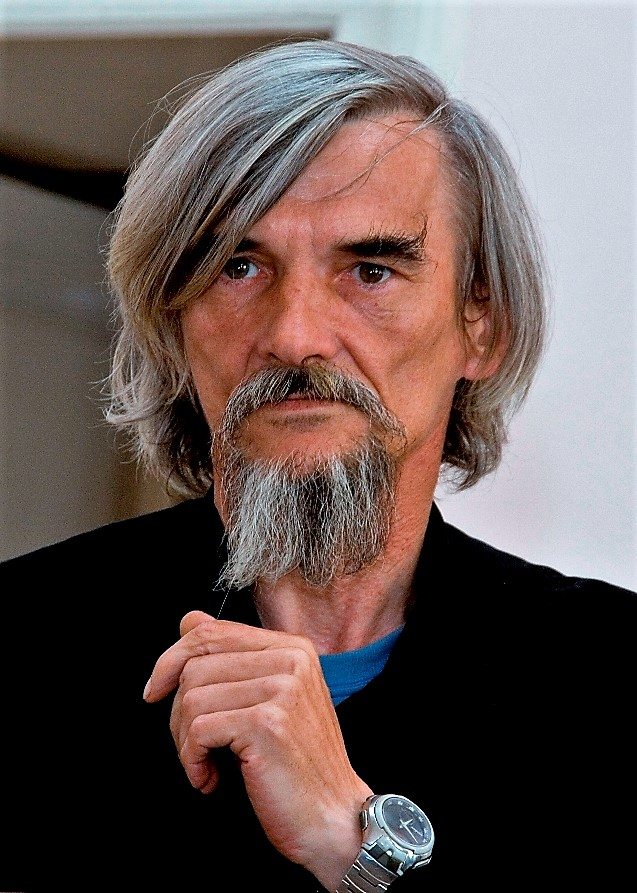
Iuri Alexeievici Dmitriev, 2007
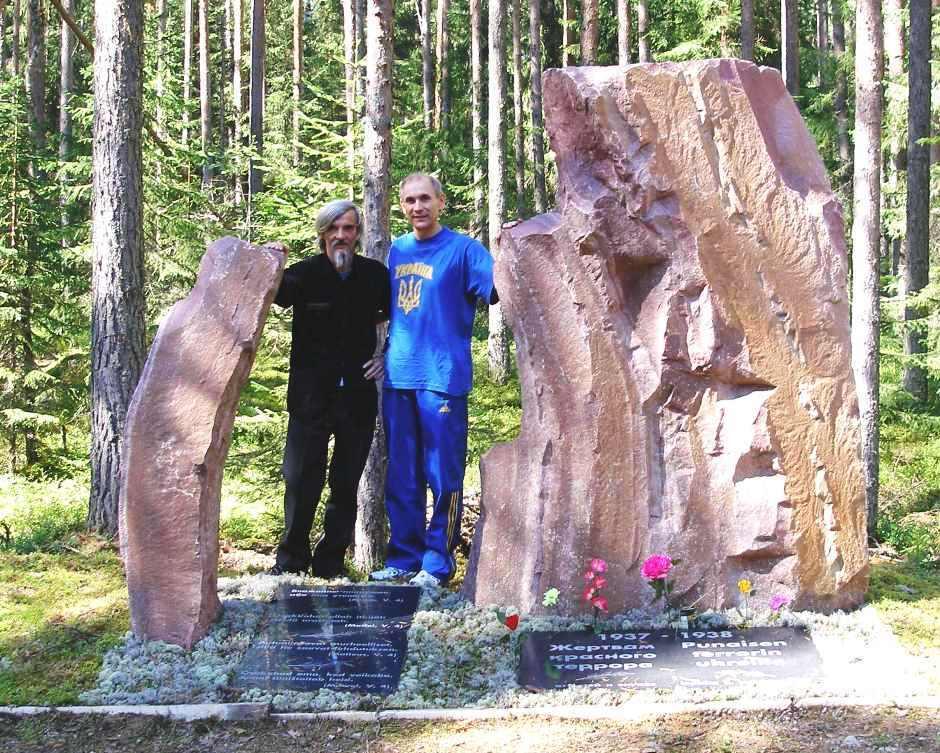
Iuri Dmitriev la memorialul ridicat la locul execuției în 2007
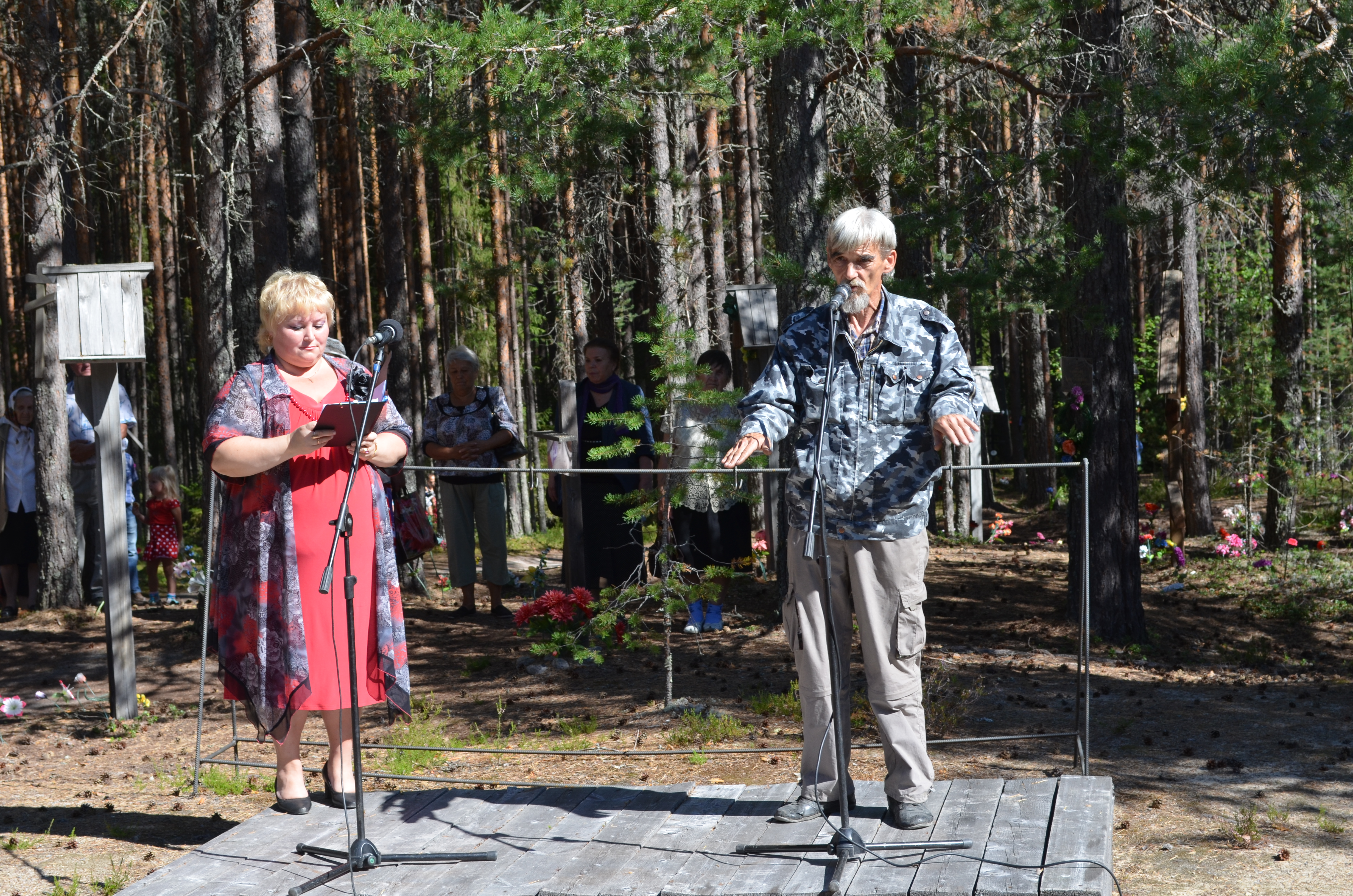
Iuri Dmitriev la Sandarmoh, 2013
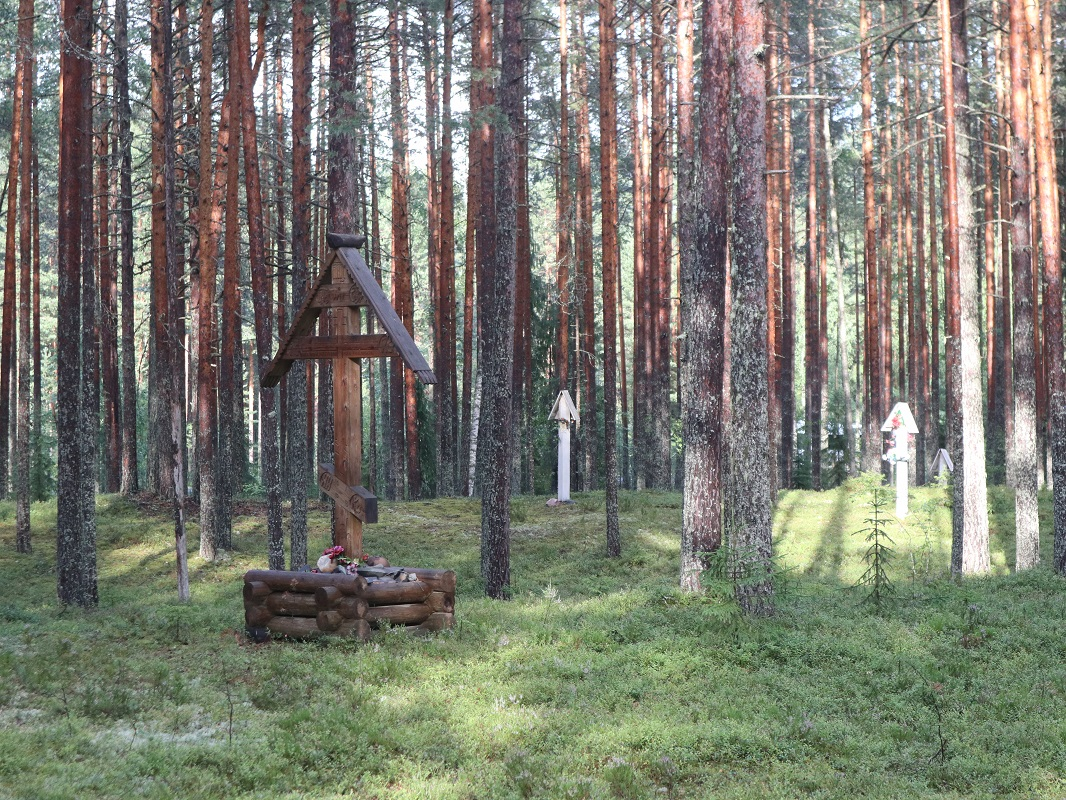
Krasnîi Bor, 2018